# Rio Gropata Lungă
O Rio Gropata Lungă é um rio da Romênia, afluente do Marginea, localizado no distrito de Sibiu.